# Botanophila tridentifera
Botanophila tridentifera är en tvåvingeart som beskrevs av Masayoshi Suwa 1986. Botanophila tridentifera ingår i släktet Botanophila och familjen blomsterflugor. Inga underarter finns listade i Catalogue of Life.